# Стівен Педдок
Стівен Крейг Педдок (англ. Stephen Craig Paddock; 9 квітня 1953, Клінтон — 1 жовтня 2017, Парадайс
) — американський масовий вбивця, який учинив стрілянину по натовпу в Лас-Вегасі 1 жовтня 2017 року, внаслідок якої загинуло 59 осіб, включаючи самого Педдока, і понад 515 отримали поранення. Жив у Месквіті, штат Невада.

## Біографія
Стівен Педдок народився в Клінтоні, столиці однойменного округу в штаті Айова, і виріс у Тусоні та Лос-Анджелесі. Проживав у містечку Месквіт у 80 кілометрах на північний схід від Лас-Вегаса. За останні кілька років він часто переїжджав з місця на місце. Деякий час назад він жив у місті Ріно на заході Невади, пару років провів у Мелборні в штаті Флорида, а потім жив у Хендерсоні в Неваді. До моменту скоєння злочину Педдок знаходився в Лас-Вегасі вже п'ять днів. Мав двох братів, Еріка Педдока і Брюса Педдока. Батько Стівена — Бенджамін Хоскінс Педдок — був засуджений у 1961 році за серію пограбувань банків до 20 років ув'язнення, але втік із федеральної в'язниці Ла Туна в Техасі в 1968 році, потім став дилером уживаних автомобілів і власником салону лото в Орегоні. У нього спостерігалися суїцидальні нахили, він був, як зазначалося, «озброєний і дуже небезпечний».
Педдок був бухгалтером протягом багатьох років і здійснив мільйонні інвестиції в нерухомість. Він жив у селищі для людей похилого віку.

### Особисте життя
64-річний Стівен Педдок жив зі своєю 62-річною подругою Меріл Денлі. Одна з колишніх дружин Педдока, яка зараз живе в Лос-Анджелесі, розповіла поліції, що вони розлучилися 27 років тому після шести років у шлюбі. Дітей у них не було. Педдок володів кількома будинками, нерухомістю по всій країні, був мільйонером. Навчався в коледжі й працював на компанію-попередника Lockheed Martin з 1985 по 1988 рік. Також Педдок володів і керував житловим комплексом у Даллаському передмісті. 
За словами брата стрілка, Патріка, Стівен не мав жодних ознак жорстокості, не був схильним до насильства. Двоє з трьох братів стрілка сказали, що не були близькі, а третього не вдалося знайти. Патрік Педдок зауважив, що він не був у контакті з братом протягом 20 років, тому не відразу впізнав особу, показану по телевізору.

## Масова стрілянина в Лас-Вегасі
Судячи з усього, у Педдока не було ніякої кримінальної передісторії. У департаменті поліції Месквіта кажуть, що ніколи не перетиналися з ним і Денлі, їх навіть не зупиняли на дорогах.
Коли Педдок зареєструвався в люксі Mandalay Bay Resort в Лас-Вегасі, все, здавалося, йшло, як звичайно. Але незабаром після 10 вечора з вікна на 32 поверсі готелю він почав стріляти по людях з гвинтівки, убивши 58 осіб, які прийшли на концерт кантрі-музики. Понад 500 осіб зазнали поранень.
На фотографіях і відео з фестивалю видно численних жертв, у тому числі закривавлених людей на землі. Наймасовіший розстріл в історії США почався о 22:00 за місцевим часом. Це тривало до 3:30 ранку, людям сказали триматися подалі.
Коли незадовго до півночі поліція штурмувала його кімнату, Педдок уже лежав мертвим від вогнепального поранення. Він залишив після себе 23 одиниці зброї в готельному номері, 19 одиниць у нього вдома, сотні патронів і розбите скло. Педдок також встановив камери, щоб побачити, як прибувають поліцейські. Він, як вважають, використовував встановлені на штативах далекобійні гвинтівки. Поліція підозрює, що принаймні один з видів зброї був модифікований, щоб дозволити йому функціонувати як автоматична зброя. Арсенал включав у себе пістолет 223 калібру та гвинтівки 308 калібру. Уся зброя була придбана легально.

### Мотив
Поліція не знайшла мотивів для злочину. Можливо, причинами стали борги азартних ігор, антиреспубліканський настрій, ІДІЛ чи психічні захворювання.

### Наслідки
Влада заявила, що мотив для стрільби поки невідомий. Вони також заявили, що Педдок діяв сам і не був пов'язаний з тероризмом. 
За декілька годин після пострілів ІДІЛ взяла на себе відповідальність, хоча пізніше це було спростовано представником ФБР, оскільки в претензії були відсутні будь-які достовірні докази. 